# Jean Kent
Jean Kent (n. 29 iunie 1921, Brixton, Londra, Anglia − d. 30 noiembrie 2013, Bury St Edmunds, Suffolk) a fost o actriță engleză de film și televiziune.

## Biografie
Născută Joan Mildred Summerfield în Londra, singurul copil al actorului de varietăți Norman Field și a lui  Nina Norre, a început cariera teatrală  în 1931 ca dansatoare. a folosit numele de Jean Carr când a apărut ca și coristă în Windmill Theatre din Londra. 

## Filmografie selectivă
- 1939 A Ship in the Bay (Muzical TV)
- 1943 It’s That Man Again
- 1943 Warn That Man
- 1944 Fanny by Gaslight
- 1944 Two Thousand Women
- 1944 Champagne Charlie
- 1945 Madonna of the Seven Moons
- 1945 Waterloo Road
- 1945 The Wicked Lady
- 1945 The Rake's Progress
- 1946 Caravan
- 1946 Carnival
- 1947 The Man Within
- 1948 Good-Time Girl
- 1948 Sleeping Car to Trieste
- 1949 Trotti True
- 1950 The Reluctant Widow
- 1951 Suflete împietrite (The Browning Version), regia Anthony Asquith
- 1957 The Prince and the Showgirl
- 1958 Bună ziua tristețe (Bonjour tristesse), regia Otto Preminger
- 1959 Beyond this Place
- 1961–1962 Sir Francis Drake (serie TV)
- 1963 Maupassant (serie TV)
- 1970 Up Pompeii! (serie TV)
- 1971 Doctor at Large (Sitcom)
- 1976 Shout at the Devil
- 1981 Crossroads (serie TV)
- 1990 Missing Persons (film TV)
- 1991 Lovejoy (serie TV)